# Pakkat
Pakkat is een bestuurslaag in het regentschap Humbang Hasundutan van de provincie Noord-Sumatra, Indonesië. Pakkat telt 1577 inwoners (volkstelling 2010).